# Concord, Kentucky
Concord är en ort i Lewis County, Kentucky, USA. År 2000 hade orten 28 invånare. Den har enligt United States Census Bureau en area på 0,2 km², varav 0,1 km² är vatten. 